# 바이바오샹
바이바오샹(중국어: 白宝祥, 병음: Bai Baoxiang, 한자음: 백보상, 1992년 12월 31일 ~ )은 중화인민공화국의 바둑 기사이다. 지린성 출신으로 아마추어 8단이다. 아마추어 만보배와 세계아마추어바둑선수권대회 등에서 여러번 우승했다.

## 생애
지린성에서 태어났다. 5세경 유치원 때부터 바둑을 배우기 시작하여 11세에 베이징의 바둑 도장으로 가 바둑을 공부했다. 2006년 제20회 황하배에서 준우승을 한 이후, 2008년 제6회 선무배(신목배) 전국 아마추어 바둑 토너먼트에서 16세 미만으로 우승하여 바이바오샹 개인 전국대회 첫 우승을 차지했다. 2009년 제22회 만보배에서 3위를 기록했고, 같은 해 항저우에서 열린 비지니스컵 국제 도시 초청 토너먼트에서도 3위를 차지했다. 
2011년 제2회 전국 남자 마인드게임 아마추어 바둑 개인 토너먼트에서 우승하고, 같은 해 제32회 세계아마추어바둑선수권대회에서도 우승했다. 2012년 제2회 천이배 중국아마추어바둑오픈 챔피온십에서 우승했고 2016년과 2017년 세계아마추어바둑선수권대회에서도 연거푸 우승을 했다. 2017년 제7회 천이배 중국아마추어 바둑 오픈에서는 준우승을 차지했다.